# Лючио-Сестио (станция метро)
Лючио-Сестио — станция линии А римского метрополитена. Открыта в 1980 году.

## Окрестности и достопримечательности
Вблизи станции расположены:
- Виа Тусколана
- Пьяцца дей Консоли

## Наземный транспорт
Автобусы: 558, 590.